# Javier Vargas
Javier Vargas (Madrid, 20 de enero de 1958) es un guitarrista de blues y rock español, fundador y líder de la Vargas Blues Band. Ha grabado una veintena de álbumes de estudio con la Vargas Blues Band y tres en directo, así como varios DVD de sus conciertos y distintas recopilaciones, todo ello durante sus más de veinte años de trabajo con su banda. También ha grabado dos discos tributo al rock argentino.
Lideró el proyecto Vargas, Bogert & Appice + Shortino, que reunió al bajista Tim Bogert, al batería Carmine Appice, y al cantante Paul Shortino. Ha colaborado con músicos de la talla de Carlos Santana, Glenn Hughes, Mägo de Oz, Raimundo Amador, Miguel Ríos, Andrés Calamaro, Mauri sanchis, Prince, Devon Allman y un sinfín más.

## Biografía

### Juventud
Javier Vargas nació en Madrid. Cuando contaba con cinco años su familia emigra a Argentina. Vivió en la ciudad de Mendoza, y posteriormente se trasladó a Mar de Plata, donde su padre le regaló una guitarra española con cuerdas de nylon, a la que le arranca sus primeros riffs. A los 12 años consiguió su primera guitarra eléctrica (una FAIM). En Mendoza vive con sus abuelos paternos, mientras su padre marchaba a Venezuela. Finalmente la familia se instala en Venezuela. Desde allí, todavía adolescente y decidido a iniciar carrera en la música, Javier viaja a Nashville, en Tennessee, la cuna del country. Fue en su estancia en Nashville donde conoció a músicos de la talla de Alvin Lee y Roy Buchanan. Un par de años después se mudó a Los Ángeles, donde comenzó a tocar en clubs y a grabar como guitarra de sesión. A los 17 años, se embarcó como guitarrista en un crucero que recorrería Aruba, Jamaica y el Caribe, donde toma contacto con el reggae.

### Los años 80
De vuelta a España desde Estados Unidos, Javier entra a formar parte del grupo de Miguel Ríos, grabando con él varios álbumes: Los Viejos Rockeros Nunca Mueren (1979), Rockanrol Bumerang (1980) y Extraños en el escaparate (1981), componiendo varias canciones como Un caballo llamado muerte o Nueva ola. Forma parte de RH +, grupo de la nueva ola imperante en los años 80. Con ellos graba dos discos "RH+" (Mercury, 1983) y "Multivisión" (Mercury, 1984), consiguiendo un número 1 en las listas de éxitos con el tema "Transparente Maniquí". También colaboró con la Orquesta Mondragón, con cantantes como Manolo Tena, con quien compuso el éxito Sangre Española, y como músico de sesión y compositor, pasando por ciudades como Londres, París y Nueva York.

### Vargas Blues Band
Tras pasar por diversos grupos, Javier decide en 1991 crear su propia banda, y así, aquel mismo año, graba y produce como líder de la Vargas Blues Band el disco All around the blues, con las colaboraciones de Elena Figueroa y Philip Guttman. 
En 1992 graba Madrid - Memphis, con Carey Bell, Louisiana Red, Rafael Riqueni y las voces de Philip Guttman y Jeff Espinoza. Ambos discos obtuvieron grandes cifras con respecto a los discos blues en España.
En 1994 graba el disco Blues Latino en el que colaboran Andrés Calamaro, Chris Rea, Junior Wells y Flaco Jiménez, disco que tuvo una gran aceptación no sólo en España, sino también en Argentina. El tema "Blues Latino", que da nombre al álbum fue regrabado por Carlos Santana en su disco Santana Brothers. 
En 1995 se publica Texas Tango, grabado en EE. UU. en estudios de Memphis y Austin, producido por Jim Gaines y con la colaboración de la Double Trouble (la banda de Stevie Ray Vaughan), Larry Thurston de los Blues Brothers y Preston Shannon. Este disco cosechó grandes éxitos en países como Francia, Suiza, Brasil o México, además de en España. 
En julio de 1996 toca junto a Carlos Santana en París, en un concierto que enloqueció al público. También actuó de nuevo con él en 1998 de nuevo en París y en Madrid, además de en la gira española del disco Supernatural del 2000, en sus conciertos de Madrid, Barcelona y Zaragoza.
En 1997 graba el disco Gipsy Boogie, de nuevo producido por Jim Gaines, en Madrid y Memphis. En esta ocasión colaboran con él el gran Raimundo Amador, Carles Benavent, La Chonchi, Little Jimmy King entre otros. Se publicó en 24 países, y su gira se extendió hacia Francia, Italia, Alemania y Portugal. 
En 1998 Javier toca junto a "The Artist" (Prince), en el Palacio de los Deportes de Madrid. En ese mismo año se lanza Feedback / Buestrology, CD doble grabado en Checkendon con la coproducción de Ian Taylor y junto a Steve Potts, Dave Smith, Bobby Alexander. Bluestrology se editó de nuevo por separado en el año 2000. 
En 1999 la banda se desplaza a Chicago para grabar un disco en directo en el club Buddy Guy´s Legends, en el que le acompañan Larry McCray, Sugar Blue y Elena Andujar, todo ello bajo la supervisión del prestigioso ingeniero Ian Taylor. El disco se completó con otro concierto en Madrid, saliendo a la venta en 2000 bajo el nombre de Madrid-Chicago live, incluyendo un video-documental.
En 2001 se incluyen en el álbum Last Night todos sus temas grabados en el Buddy Guy´s Legends y un DVD con el concierto de Madrid y algunas escenas del concierto de Chicago, recibiendo muy buenas críticas en toda Europa y en Estados Unidos.
El año 2002 será el del reencuentro con sus raíces al otro lado del charco. Se publica el disco Javier Vargas & Espíritu Celeste, tributo al rock argentino, en el que recoge las experiencias musicales vividas en sus años de residencia en Argentina y la influencia de grandes músicos locales como Litto Nebbia, Pappo, Claudio Gabis o Luis Alberto Spinetta. Contiene 16 canciones todas ellas versiones de temas clásicos del rock argentino como “Avellaneda Blues”, “El Tren de las 16”, “Mr. Jones” y “La Balsa”, y en el que colaboran el propio Nebbia, el rockero-futbolista German “Mono” Burgos, y Luis Mayol, a la voz y al bajo. 
El año 2003 viene cargado de novedades. Se publica Chill latin blues primer disco totalmente instrumental de la banda, en el que se fusionan la guitarra (con todos sus matices blueseros, roqueros, e incluso toques flamencos) y sintetizadores, cajas de ritmos y efectos de sonido, creando ritmos cálidos y una atmósfera relajante. Temas como “Other Vision”, “Vivir al Alba”, “Buenos Aires Blues” o “Del Sur”, son representativos de la mezcla de estilos y conceptos musicales. Sin duda otro paso adelante en la evolución musical de Javier Vargas. 
Tras Chill Latin Blues, se edita el recopilatorio El alma, en el que se recogen algunos de los mejores temas de su carrera (“Illegally”, “Chill Out”, “Sangre Española”, “Blues Latino”, “Black Cat Boogie”), seleccionados de sus anteriores discos. Editado en formato disco-libro, viene prologado por el prestigioso crítico musical Juan Puchades, y es la perfecta tarjeta de presentación de la Vargas Blues Band para el nuevo oyente. 
Posteriormente, el 28 de noviembre de 2003, se graba en la sala Oasis de Zaragoza el concierto del que nace el DVD llamado Spanish fly, también instrumental. De nuevo, cobran protagonismo la guitarra de Javier Vargas y la fusión de estilos musicales que caracterizan al guitarrista y compositor. La gran calidad de este concierto hace que la discográfica Dro East West, edite un DVD con 14 de los temas del repertorio habitual de la banda, e incluye 2 temas nuevos, así como las versiones de Albatros, de Fleetwood Mac; y de Steppin Out, de John Mayall y los Bluesbreakers.
En el año 2004 comienza la grabación de Love, union, peace en Ardent Studios en Memphis, donde grabó anteriormente su disco Texas Tango, con John Hampton como ingeniero de sonido (ZZ Top, Stevie Ray Vaughan, R.E.M., Soundgarden) y en el que colaboran artistas como Glenn Hughes (Deep Purple), Jack Bruce (Cream), Alex Ligertwood (excantante de Santana), Elliot Murphy, Jaime Urrutia, el guitarrista flamenco Juan Gómez “Chicuelo”, y Devon Allman, entre otros. Se publica en marzo de 2005. El resultado es un disco con 13 temas nuevos, más roquero y cargado de energía positiva, en el que destacan “Tiny Paradise”, “Dance Away the Blues”, “Magic of the Gods”, o “How Verso Are You” (que sirvió de sintonía musical en la campaña del Toyota Verso). Posteriormente se lanzó una edición que incluía un DVD. 
La proyección internacional de la Vargas Blues Band va increscendo, y durante los años 2006 y 2007, la banda sale de gira por Canadá, Noruega, Alemania, Reino Unido, participando en prestigiosos festivales como el Mont-Trêmblant Blues Festival (Montreal-Canadá) o Fête du Lac des Nations de Sherbrooke (Canadá), donde comparte escenario con la Creedence Clearwater Revival; o en el Notodden Blues Festival (Noruega) en el que comparte cartel con Gary Moore, Johnny Winter o Jeff Healey, entre otros.
En marzo de 2007 se presenta Lost & Found, que incluye 12 nuevas canciones en CD (tres de ellas junto a Devon Allman) y un DVD con dos horas de videoclips y material en directo de sus giras por Europa y Canadá. Destacan canciones como “Get Funky”, “Man on the Run”, “Open your Eyes”, “Lost & Found” (que da título al disco) o la versión de “Layla” de Derek and the Dominos, interpretada por Devon. 
En mayo de 2008, publicó Flamenco Blues Experience, que como su propio nombre indica, mezcla el blues y rock con sonidos flamencos, en una nueva demostración del mestizaje musical que caracteriza a Javier Vargas. Grabado en Ardent Studios en Memphis, de nuevo con el ingeniero de sonido John Hampton y con Jason Latshaw en las mezclas, y con una portada del prestigioso diseñador gráfico Bob Masse. Colaboran entre otros, el guitarrista canadiense Frank Marino, Devon Allman, Raimundo Amador, Steve Potts, David Smith, Mauri Sanchís, Rey Morao y The Cherry Boppers. Las voces corren a cargo de Devon, Tim Mitchell y Bobby Alexander. Incluye 11 temas, entre los que destacan “Walking the Streets”, “Beautiful Woman”, “Blues para Lucia”, “Tierra del Vino” o “No pasa nada”, tema de presentación del disco.
En junio de 2009 se edita Vargas Blues Band Comes Alive With Friends, un álbum con un DVD y CD, presentado en digi-pack con un vistoso formato desplegable, y que contiene el concierto grabado el 20 de diciembre de 2008, en la Sala Breogain de Vigo, con Henry Sarmiento en el control técnico, y con ilustres invitados: Devon Allman, Raimundo Amador, Claudio Gabis, Jorge Salan y Álvaro Tarquino “Chevere”, junto a la nueva formación de la Vargas Blues Band: Tim Mitchell (voz), Luis Mayol (bajo), Peter Kunst (batería), y Javier Vargas a la guitarra. En este nuevo álbum Javier y su banda demuestran la fuerza de su directo y su buen hacer sobre escenario, sacando lo mejor de sí mismo y de la banda, para deleitarnos con una excelente sesión de blues-rock, directo, sin artificios, sin trampa ni cartón. El DVD contiene 20 canciones y 14 el CD. El tema presentación del álbum es una versión de “Down by the River” de Neil Young, interpretado por Devon Allman, destacando canciones como “Get Away with Murder”, “Blues in my Soul”, “Wild West blues” o “Mojo hand”. 
Durante el otoño-invierno de 2009 y el año 2010, la Vargas Blues Band sale de nuevo de gira para presentar el nuevo disco, recorriendo la geografía española y europea, para hacer llegar al público su nueva propuesta musical. Simultáneamente, a comienzos de 2010, Javier Vargas inició junto a Jorge Salan la gira Live guitar night 2010, una apuesta valiente de los dos de los mejores guitarristas españoles de la actualidad, para unir sus guitarras sobre el escenario.
En mayo de 2010 se publicó un nuevo disco de estudio, Mojo Protection Revisited, en el que se hace una revisión a un disco editado en el año 2008 en Argentina con el nombre de Mojo Protection, y en el que se incluyen nuevos temas compuestos por Tim Mitchell y Javier, grabados con la que es su última banda, integrada por Javier, Tim Mitchell, Luis Mayol (bajo) y Peter Kunst (batería). Destacan temas como "Talking About the Blues", "You Got Me", "Passion Blues", o "Mojo Protection". De nuevo blues - rock sin artificios ni concesiones, y con toda la fuerza de la Vargas Blues Band. 
En marzo de 2011, Javier inicia un nuevo proyecto, bajo el nombre Vargas, Bogert & Appice o VBA, y se traslada a Las Vegas para grabar junto a los consagrados Carmine Appice (batería), Tim Bogert (bajo), ambos ex Vanilla Fudge, Cactus, Jeff Beck, King Cobra, y con Paul Shortino (voz), ex Rough Cutt y Quiet Riot, un álbum con versiones de temas clásicos del rock y R&B, a los que dan magistralmente aire renovado. El álbum se graba en Hit Track Studios en Las Vegas, y se mezcla en Ardent Studios, en Memphis con el prestigioso ingeniero Brad Blackwood. Lanzado el 4 de junio de 2011, en formato CD + DVD (con videos y making off del disco) + CD Live Wire (gira europea 2010 de la Vargas Blues Band), más una edición especial CD + Vinilo. El diseño gráfico es obra del dibujante Albert Alforcea. Durante el otoño de ese año, se presenta en directo el disco, participando en la gira el batería Carmine Appice y el cantante Paul Shortino.
Para celebrar sus 20 años de carrera, en octubre de 2012, se publica el álbum Vargas Blues Band & Company, un disco recopilatorio que recoge algunas de las mejores colaboraciones durante este periodo, con artistas de fama internacional como Jack Bruce, Glenn Hughes, Frank Marino, Chris Rea, Tim Bogert, Double Trouble (banda de Stevie Ray Vaughan), Larry Mc Cray, Junior Wells, Alex Ligertwood, Reese Wynams, Devon Allman y un largo etcétera de colaboradores excepcionales. Incluye una nueva versión de la canción "Do you think I´m Sexy" de Rod Stewart, grabada junto a Carmine Appice, Paul Shortino y Pat Travers. 
A finales del año 2012 y comienzos del 2013, Javier Vargas y Raimundo Amador, unen sus guitarras en los escenarios en la gira Noches de blues y flamenco, que recorre toda la geografía española con gran éxito. En la primavera de 2013, Javier emprende nueva gira, esta vez con el cantante Paul Shortino, con quien recorre parte de España.
El 3 de septiembre de 2013, se lanzó al mercado Heavy city blues, disco en el que Javier saca a relucir sus influencias más roqueras, las del rock de los 60´s y 70´s, sin perder de vista el blues. De nuevo aparecen en este álbum dos ilustres colaboradores de los últimos años, el cantante Paul Shortino y el batería Carmine Appice, quienes se unen a la banda en temas como "Love Hurts", "Searching for Love" o "Hush don´t Cry". Les acompañan como miembros de la Vargas Blues Band, Bobby Alexander a la voz, Luis Mayol al bajo, Peter Kunst a la batería y David Lads a los teclados. Ferran Bosch aporta el toque de armónica. En el disco sale a relucir la faceta compositora del batería habitual de la banda, Peter Kunst, quien firma como autor de las letras de la mayoría de las canciones, conjuntamente con Javier Vargas en la composición musical. El diseño gráfico de nuevo es obra del dibujante Albert Alforcea. Para la gira de presentación del disco, la banda introduce una nueva colaboración, la del cantante británico Gaz Pearson.
El 27 de octubre de 2014, aparece en el mercado internacional From the dark, nuevo disco de la banda, editado por Off Yer Rocka, sello discográfico de la promotora inglesa Hard Rock Hell; que es lanzado en España y Portugal en febrero de 2015, en esta ocasión editado por el sello Santo Grial Records. En este disco se entremezclan con soltura y naturalidad armonías bluseras y roqueras, con un sonido más próximo al blues-rock británico. El nuevo disco fue grabado y mezclado íntegramente en España por el ingeniero de sonido Alberto Seara en estudios Cube de Madrid, y con la producción de Javier Vargas. La formación cuenta con el cantante inglés Gaz Pearson, Luis Mayol al bajo y Peter Kunst a la batería. A ellos se suman las colaboraciones del teclista húngaro Tamas Szasz, así como de Chris Jagger y la cantante de blues inglesa Dani Wilde en el tema "Palace of the king", y el guitarrista argentino Roberto Daiqui en el instrumental "Esperanto". La tarjeta de presentación del disco fue el tema "Runaway", al que le siguen "Let it go", "Moon Light Blues", "Roy´s blues", o el que da título al disco, "From the dark".

### Actualidad
En marzo de 2016 se publica Hard time blues, editado por Santo Grial Records. Grabado en Las Vegas y Madrid, con la colaboración de los cantantes Paul Shortino, Gaz Pearson, Devon Allman y Tim Mitchell. Hard time blues contiene 14 nuevas canciones que mezclan el blues y rock, y el siempre presente toque latino característico del estilo de Javier Vargas. La sección rítmica continúa a cargo de Luis Mayol (bajo y voz) y Peter Kunst (batería y voz), quien además se ha revelado como letrista y compositor, firmando numerosos temas del disco. La presentación del disco se acompañó del videoclip promocional “Welcome to the World”. Como curiosidad, cabe indicar que los autores de las espléndidas imágenes del videoclip son de dos astrónomos aficionados Jesús Manuel Vargas Ruiz y María Jesús Poyal Viúdez, miembros del Grupo Astronómico de Cádiz (GAC), multipremiados internacionalmente y con reconocimientos especiales de la NASA. Se lanzaron dos videoclips más con los temas “King of the Latin Blues”, e “Ibiza Moon”. El disco viene acompañado por una gira internacional por países como Alemania, Inglaterra, Francia, España, Argentina, Brasil y Estados Unidos, entre otros. 
Durante el año 2017 continúa la gira de presentación de Hard Time Blues, acompañado en esta ocasión por la cantante y guitarrista de blues argentina Vanesa Harbek y también saca su nuevo álbum Cambalache & Bronca publicado por KZoo Music en abril, que cuenta con 15 canciones con las que recorremos las canciones que han inspirado a Javier Vargas a lo largo de su trayectoria, pasando por el rock, el hard rock, el blues y ritmos latinos, y que incluso incluye una composición de su amigo Manolo Tena.

## Discografía
- All around blues (1991). Publicado inicialmente por Cambayá Records y reeditado por DRO Eastwest
- Madrid-Memphis (1992, Wea Internacional)
- Blues latino (1994, Wea Internacional)
- Texas tango (1995, Wea Internacional)
- Gipsy boogie (1997, DRO Eastwest)
- Feedback (1998, Wea Internacional)
- Bluestrology (1998 y 2000, Wea Internacional)
- Madrid-Chicago live (1999, DRO Atlantic)
- The best of Vargas Blues Band (2001, DRO Atlantic)
- Last night (2002, Wea Internacional)
- Espíritu celeste (tributo al rock argentino) (2002, DiscMedi)
- Chill latin blues (2003, DRO Eastwest)
- El alma (2003, Wea Internacional)
- Spanish fly (2003, Warner Music Group)
- Love, union, peace (2004, Warner Music Group)
- Lost & found (2007, Warner Music Group)
- Mojo protection (2008, edición argentina)
- Flamenco blues experience (2008, Warner Music Group)
- Vargas Blues Band, comes alive with friends (2009, Warner Music Group)
- Mojo protection revisited (2010, Avispa Music)
- Vargas, Bogert & Appice (Feat. Shortino) + 'Live Wire (2011, Warner Music Group)
- Vargas Blues Band & company (2012). Tres Cipreses, Warner Music Spain S.L
- Heavy city blues (2013) Tres Cipreses, Warner Music Spain S.L
- From the dark (2014). Off Yer Rocka Recordings (edición Internacional), Santo Grial Producciones (edición española)
- Hard Time Blues ''feat. Paul Shortino'' (2016, Santo Grial Producciones)
- Cambalache & Bronca (2017, KZoo Music)
- King of the Latin Blues (2018, Warner Music Group)
- Vargas & Jagger - Move On,  ''feat. John Byron Jagger'' (2019, Santo Grial Producciones)
- Del sur (2020)
- The Very Best of Vargas Blues Band'' (2020 Warner Music Group)